# دنی ندی
دنی ندی (انگلیسی: Dani Ndi؛ زادهٔ ۱۸ اوت ۱۹۹۵) بازیکن فوتبال اهل کامرون است.
وی همچنین در تیم‌های ملی فوتبال زیر ۱۷ سال کامرون و کامرون بازی کرده‌است که در پست هافبک تهاجمی برای سی پی ویلاروبلدو بازی می‌کند.